# Stenocorus vestitus
Stenocorus vestitus är en skalbaggsart som först beskrevs av Samuel Stehman Haldeman 1847.  Stenocorus vestitus ingår i släktet Stenocorus och familjen långhorningar. Inga underarter finns listade i Catalogue of Life.